# Crisia maxima
Crisia maxima är en mossdjursart som beskrevs av Robertson 1910. Crisia maxima ingår i släktet Crisia och familjen Crisiidae. Inga underarter finns listade i Catalogue of Life.